# وسام العمل
وسام العمل هو وسام صدر بموجب النظام المرقم 8 بتاريخ 15 فبراير، 1975. وهو على درجتين، يمنح وسام العمل من الدرجة الأولى بمرسوم جمهوري، بناءً على اقتراح من الوزير وبترشيح من الإدارة والاتحاد. ويمنح وسام العمل من الدرجة الثانية بقرار من الوزير، وباقتراح من الإدارة والاتحاد. يوزع الوسام في الأول من آيار من كل عام، ولا يجوز حمله إلا في المناسبات القومية أو الوطنية أو العمالية. يبلغ وزن هذا الوسام 155 غم. وقد كتب مصمم هذا الوسام اسمه في وجه النوط وتحت السعفة اليمنى وهو الفنان النحات محمد غني حكمت. لدى هذا الوسام، بدرجتيه، وسام صغير (منمنم) من النوع الذي يعلق على الصدر، ويحمل بعض النقوش والكتابات. لم يحدد القانون لون الشريط للدرجتين.

## شكله
حدد ملحق النظام مواصفات الوسام:
2 – في وسط الوسام دائرة عليها تمثال من النحت البارز يمثل عاملا بملابس العمل ذو الطيات البارزة ، ورافعا بيده اليمنى مشعلا للحرية علامة الانتصار والتقدم وماسك باليد اليسرى عجلة العمل.
3 – في اعلى الوجه فوق دائرة التمثال كتابة " وسام العمل " بالخط الكوفي المطور0
4 – في اسفل الوجه وتحت دائرة التمثال كتابة ( امة عربية واحدة ذات رسالة خالدة ) بالخط الكوفي المطور على شكل نصف قوس يحيط بدائرة القمثال.
5 – في اسفل الوجه وتحت جملة " امة عربية واحدة ذات رسالة خالدة " سعفتان تلتقيان في اسفل الوسام واحدة على اليمين واخرى على اليسار على شكل قوس.
6 – تحيط بالحافة الخارجية للوسام عجلة العمل ذات الثمانية نتوءات وثمانية انخفاضات.
الوجه الخلفي للوسام :
1 – في اعلى الوجه كتابة الجمهورية العراقية بالخطة الكوفي المطور0
2 – وتحت الجمهورية العراقية " العلم العراقي " وجانباه متدليان للاسفل على شكل متموج.
3 – وتحت العلم ثلاثة اسطر افقية : السطر الاول " منح هذا الوسام ".
4 – والسطر الثاني " بموجب المادة ( 145 – ا ) من  قانون العمل ".
5 – والسطر الثالث " رقم ( 151 ) لسنة 1970 المعدل ".

## المزايا
حددت المادة الخامسة من النظام المزايا لحامل هذا الوسام.
1. تتحمل الإدارة المختصة كلفة أوسمة العمل التي تمنح لمنتسبيها.
2. يمنح حامل الوسام الدرجة الأولى قدماً لا يتجاوز مدة سنة واحدة.
3. ينشر اسم الحائز في الصحف المحلية.

## تعديله وإلغاؤه
عُدل بالتعليمات المرقمة 2 لسنة 1975، وقد وقعها وزير العمل والشؤون الاجتماعية، ونشر في الجريدة الرسمية. أُلغي هذا النظام بموجب المادة 33، ثانياً، د، من قانون الأوسمة والأنواط رقم 95 لسنة 1982.  وسمح القانون رقم 26 في المادة الأولى، لسنة 1984، المعدل لقانون 95 لسنة 1982، بحمل هذا الوسام بعد نفاذ هذا القانون.